# 이필주
이필주(李弼柱, 1870년 1월 13일(1869년 음력 12월 12일) ~ 1942년 4월 21일)는 구한, 대한제국, 일제강점기의 감리교 목사이며 독립운동가이다. 민족대표 33인 중 한 명이다.

## 생애
이필주는 한성부의 퇴락한 가정에서 태어나 빈한한 성장 과정을 거치면서, 젊은 시절 세상을 원망하며 방탕한 생활을 하였다. 1890년 생계를 위해 군대에 입대하여 1894년에는 동학농민운동을 일으킨 동학군과의 전투에 참가하였다.
한동안 군인으로서 안정된 생활을 하던 중, 1902년 늦게 얻은 자녀 남매가 병으로 모두 사망하는 사건을 겪으면서 상동교회에서 기독교에 입교한다. 이곳에서 선교사 윌리엄 스크랜튼과 전도사 전덕기와의 만남으로 큰 감화를 받고 다음해 세례를 받았으며, 동학농민운동 때부터 느꼈던 회의 때문에 군인 생활도 그만두었다.
1904년 상동교회가 주축이 되어 상동청년학원을 설립하자 이 학교의 체육교사를 맡았다. 당시 교장은 이승만이었고 교사진에는 주시경, 최남선, 남궁억 등 유명한 인사들이 모여들었다.
1907년에는 전덕기를 통해 양기탁, 이동녕, 안창호 등이 조직한 신민회에 참가하였고, 이후 늦은 나이에 협성신학교(현재, 감리교신학대학교)에 입학해 신학교육을 거쳐 1915년 목사 안수를 받았다.
1919년 2월에 3·1 운동 거사에 대한 기운이 무르익고 최남선이 기초한 기미독립선언서의 초안이 잡히면서, 이필주의 집에서 기독교 인사들이 회동을 가졌고 그를 비롯하여 민족대표 33인에 참가할 인물들이 정해졌다. 그는 감리교회의 대표격인 정동제일교회의 목사직을 1918년부터 맡고 있었다. 민족대표 33인에 참여한 사람들 중에는 상동교회 시절부터 오랜 친구인 최성모와 정동교회 전도사인 박동완도 있었다.
이 사건으로 체포되어 징역 2년형을 선고 받고 복역했으며, 이후 경기도 화성으로 내려가 목회 활동을 하다가 1942년 사망했다.

## 사후
- 화성에 추모비가 건립되었다.
- 대한민국 정부는 그의 공헌을 기려 1962년 건국훈장 대통령장을 추서하였다.

## 같이 보기
- 독립유공자로 대통령장을 수여받은 사람

## 참고자료
- 이필주 : 독립유공자 공훈록 - 국가보훈처
- 대한민국 국가보훈처, 2002년 3월 이 달의 독립 운동가 - 이필주
- 한국컴퓨터선교회, 한국 기독교 인물 - 이필주(李弼柱) 구한국 군대출신의 애국자